# Belle Plaine (Saskatchewan)
Belle Plaine es un pueblo canadiense situado en la provincia de Saskatchewan.

## Superficie
Belle Plaine tiene una superficie de 1,35 km².

## Demografía
En 2021, tenía 79 habitantes, una densidad poblacional de 58,6 hab./km², y 37 viviendas.